# داگلاس سی-۱۲۴ گلوبمستر ۲
هواپیمای داگلاس سی-۱۲۴ گلوبمستر ۲ (به انگلیسی: Douglas C-124 Globemaster II) با نام مستعار «الد شکی» (Old Shaky)، یک هواپیمای حمل و نقل سنگین بارهای هوایی است که توسط شرکت هواپیماسازی داگلاس در لانگ بیچ، کالیفرنیا ساخته شد.
سی-۱۲۴ هواپیمای اصلی پیشکاران حمل و نقل هوایی نظامی نیروی هوایی ایالات متحده (MATS) در بین سال‌های دههٔ ۱۹۵۰ و ابتدای دههٔ ۱۹۶۰ میلادی بود. پیش از این‌که سی-۱۴۱ استارلیفتر به کار گرفته شود. این هواپیما در خدمت خدمات حمل و نقل هوایی نظامی نیروی هوایی ایالات متحده بود، پس از آن با از هم پاشیدن این واحد برای فرماندهی ترابری نظامی نیروی هوایی ایالات متحده (MAC)، واحدهایی از اندوختهٔ نیروی هوایی و تا سال ۱۹۷۴ برای گارد ملی هوایی ایالات متحده خدمت کرد.

## طراحی و توسعه
هواپیمای سی-۱۲۴ در بین سال‌های ۱۹۴۷ تا ۱۹۴۹ به دست شرکت هواپیمایی داگلاس از روی طراحی جنگ جهانی دوم هواپیمای داگلاس سی-۷۴ گلوبمستر و بر پایه درس‌های آموخته شده در محاصرهٔ برلین توسعه یافت. نیروی رانشی هواپیما توسط چهار موتور پیستونی آر-۴۳۶۰ پرت اند ویتنی برآورده می‌شد که هرکدام ۳٬۸۰۰ اسب بخار نیرو تولید می‌کردند. ویژگی طراحی سی-۱۲۴ داشتن دو درِ بزرگ لولایی و یک سطح شیب‌دار هیدرولیکی در دماغه و همچنین یک آسانسور باری زیر بخش پشتی هواپیما بود. سی-۱۲۴ می‌توانست ۳۱٬۱۰۰ کیلوگرم (۶۸٬۵۰۰ پوند) بار جابه‌جا نماید، دهانهٔ بخش بار آن ۲۳ متر و دارای دو بالابر جاداده شده در بالا بود که هرکدام می‌توانستند ۳٬۸۰۰ کیلوگرم بار را بلند کنند.
این هواپیما می‌توانست تانک‌ها، جنگ‌افزارها، کامیون‌ها و دیگر تجهیزات سنگین را جابه‌جا نماید و در نقش جابه‌جاکنندهٔ مسافر می‌توانست ۲۰۰ سرباز آکنده از تجهیزات را روی دو عرشهٔ خود داشته باشد یا ۱۲۷ برانکارد بیماران را به همراه پرستارانشان جابه‌جا کند. سی-۱۴۱ تنها هواپیمایی در زمان خود بود که می‌توانست تجهیزات سنگین مانند تانک‌ها و بولدوزرها را بدون از هم باز کردن آن‌ها جابه‌جا کند.
نخستین پرواز سی-۱۲۴ در ۲۷ نوامبر ۱۹۴۹ انجام شد و سی-۱۲۴اِی در ماه مه ۱۹۵۰ واگذار شد، سی-۱۴۱سی مدل پسین بود که موتورهای قدرتمندتر داشت و یک رادار آب و هوایی مدل اِی پی اس-۴۲ (APS-41) به شکل یک سازه انگشتانه مانند روی دماغهٔ آن جاداده شده بود. گرم‌کننده‌های سوختنی جاداده شده در نوک بال‌ها برای گرم کردن کابین به آن افزوده شد و سطح بال و دم هواپیما را از یخ زدن بازمی‌داشت. هواپیماهای سی-۱۴۱ مدل ای پس از آن با این تجهیزات بهبود یافتند.
همچنین سی-۱۲۴ نخستین هواپیمایی بود که واحد توان کمکی (APU) روی آن جا داده شد.
یک سی-۱۲۴سی، به شماره سریال ۱۰۶۹–۵۲ با نام جی‌سی-۱۲۴سی برای آزمایش موتور توربوپراپ ایکس تی ۵۷ پرت اند ویتنی با قدرت ۱۵٬۰۰۰ اسب بخار که در دماغه جاداده می‌شد استفاده شد.

## تاریخچهٔ کاری

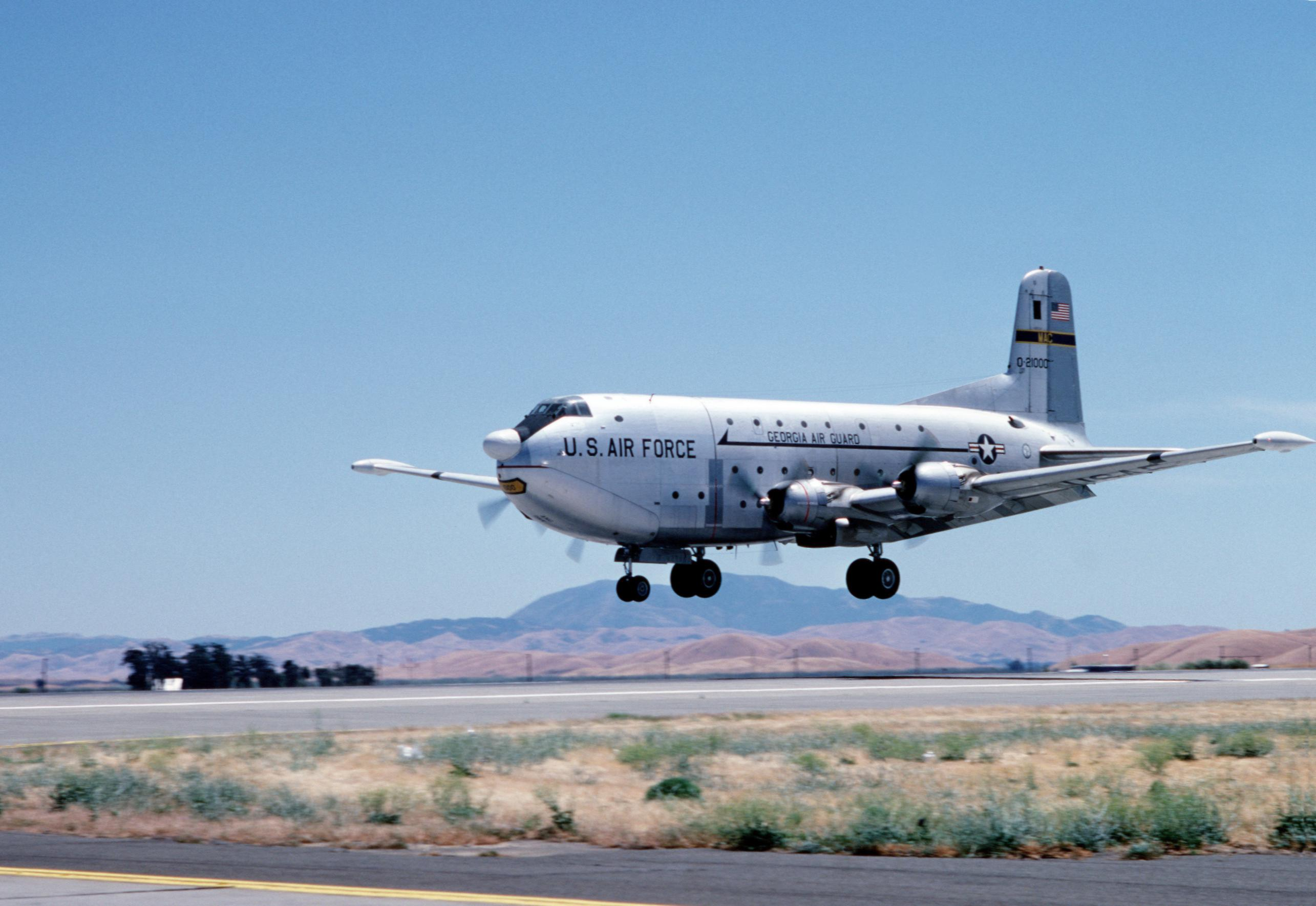
سی-۱۲۴-سی به شماره سریال ۱۰۰۰–۵۲ برای آخرین بار در پایگاه نیروی هوایی تراویس فرود می‌آید، ۱۰ ژوئن ۱۹۸۴

نخستین واگذاری ۴۴۸ فروند از این هواپیما از ماه مه ۱۹۵۰ آغاز شد و تا ۱۹۵۵ ادامه پیدا کرد، سی-۱۲۴ در درازای جنگ کره به کار گرفته شد، همچنین برای همکاری در مأموریت‌های رساندن بار در مأموریت یخبندان ژرف در جنوبگان نیز از آن استفاده شد. این هواپیما مأموریت‌های باربری سنگین ایالات متحده در سرتاسر جهان را انجام می‌داد شامل پروازهایی به جنوب آسیا، آفریقا و هرجای دیگر. از ۱۹۵۹ تا ۱۹۶۱ تسلیحات تور را از راه اقیانوس اطلس به انگلستان جابه‌جا می‌کردند. هواپیماهای سی-۱۲۴ همچنین در درازای جنگ ویتنام به‌طور گسترده مواد و تجهیزات را بین ایالات متحده و ویتنام جابه‌جا می‌کردند. پیش از آن‌که سی-۵اِی کاربردی شود، هواپیمای سی-۱۲۴ و خواهرش سی-۱۳۳ تنها هواپیماهایی بودند که می‌توانستند بارهای بسیار بزرگ را جابه‌جا نمایند.

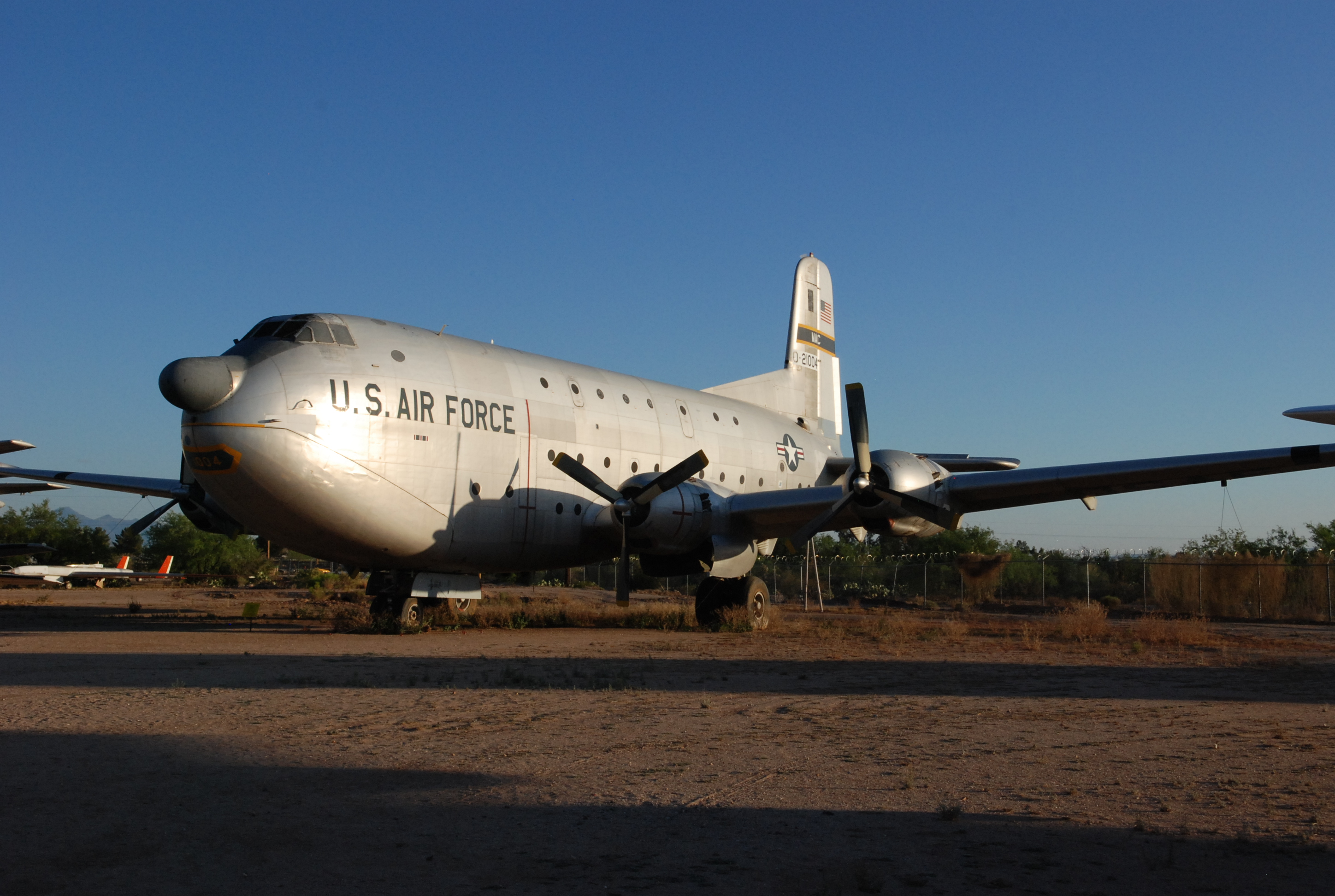
سی-۱۲۴ در پیما

فرماندهی راهبرد هوایی نیروی هوایی ایالات متحده (SAC) کاربر نخستین سی-۱۲۴ گلوبمستر با به‌کارگیری ۵۰ فروند از آن از سال ۱۹۵۰ تا ۱۹۶۲ بود، چهار اسکادران از این فرماندهی دربرگیرندهٔ اسکادران‌های پشتیبانی راهبردی نخست، دوم، سوم و چهارم، نمونهٔ این هواپیما را به‌کار می‌بردند، جابه‌جایی سلاح‌های هسته ای بین پایگاه‌های هوایی و جابه‌جایی هوایی کارکنان و تجهیزات در درازای مانورها و صف‌آرایی‌های خارج از کشور کار اصلی آن‌ها بود.

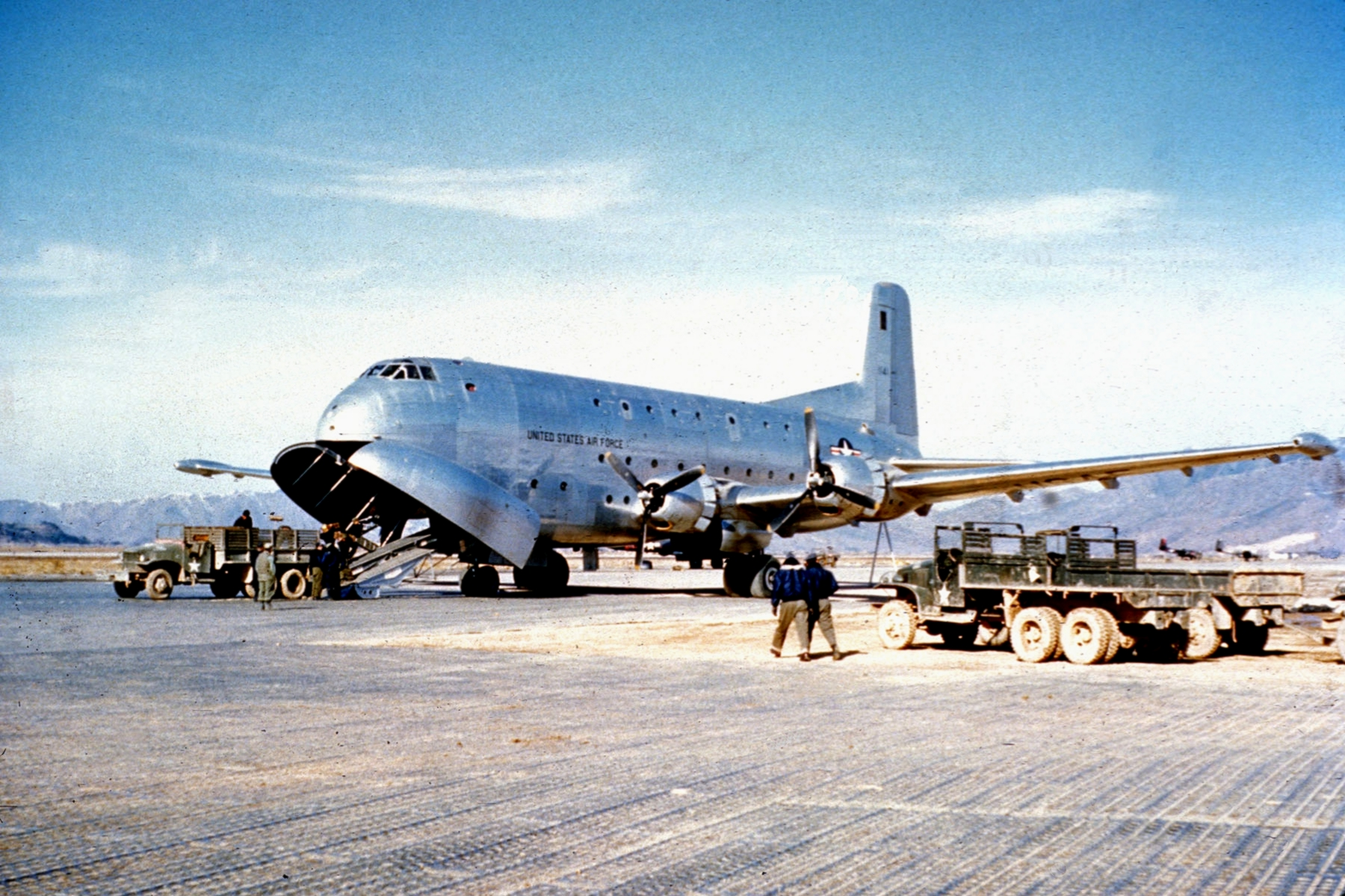
یک سی-۱۲۴اِی نخستین در جنگ کره

پیشکاران ترابری هوایی نظامی نیروی هوایی ایالات متحده (MATS) تا ژانویهٔ ۱۹۶۶ کاربر اصلی این هواپیما بود، هنگامی که این ارگان به فرماندهی ترابری هوایی نظامی (MAC) تبدیل شد، در درازای چند سال پیروی از ساختار این فرماندهی، نمونه‌های به‌جاماندهٔ هواپیما به اندوخته نیروی هوایی ایالات متحده (AFRES) و گارد ملی هوایی ایالات متحده (ANG) فرستاده شدند. این فرستادن در ۱۹۷۰ پایان یافت. نخستین واحد گارد ملی هوایی که هواپیمای سی-۱۲۴سی را دریافت نمود گروه ترابری تاکتیکی هوایی ۱۶۵ام (هم‌اکنون با نام شاخه ترابری هوایی ۱۶۵ام گارد ملی هوایی ایالات متحده شناخته می‌شود) وابسته به گارد ملی هوایی جورجیا بود که واپسین گروه نیروی هوایی بود که هواپیمای خود را در سپتامبر ۱۹۷۴ بازنشسته کرد.

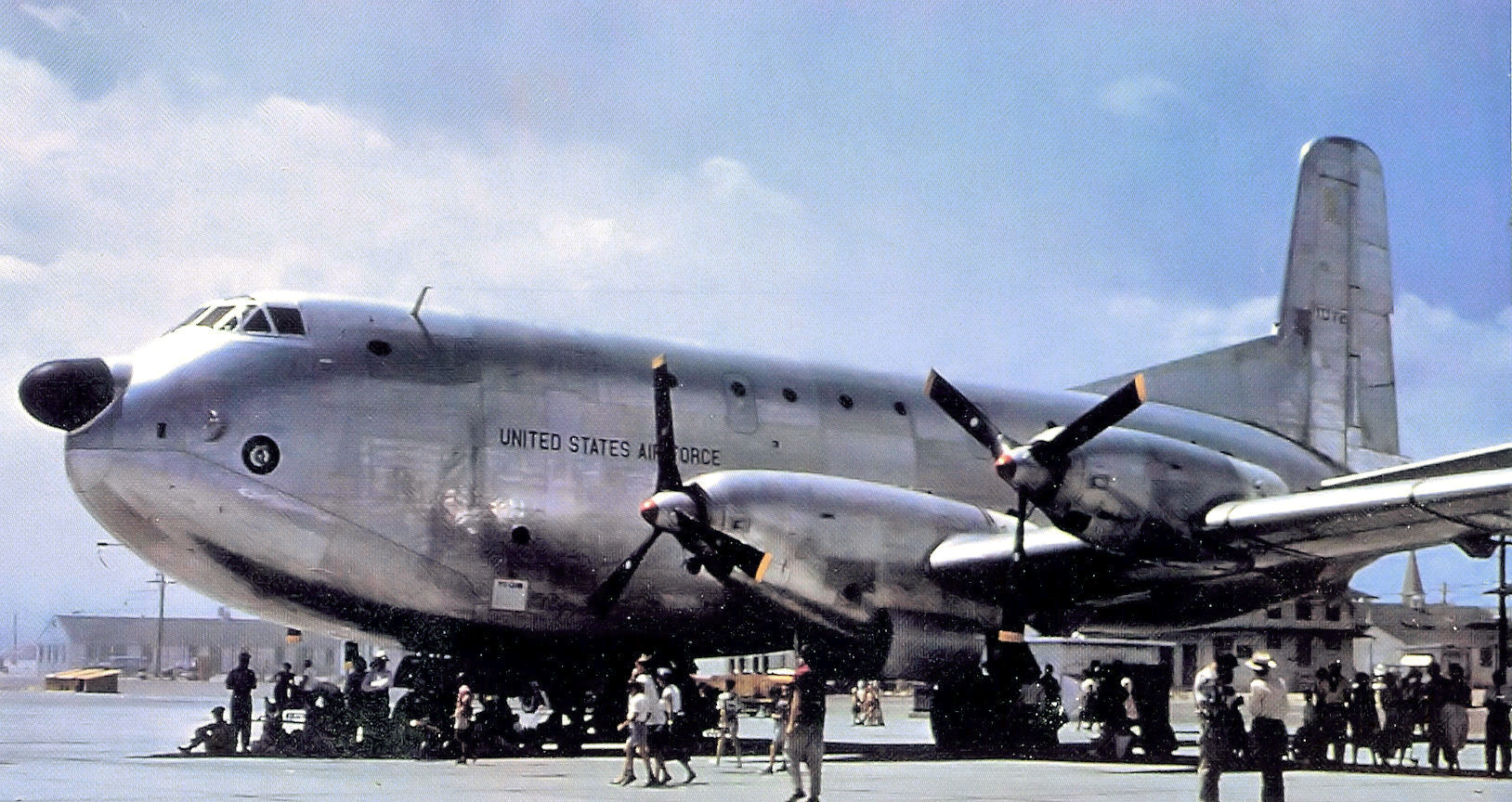
وای سی-۱۲۴دی‌ال آزمایشی با چهار موتور توربوپراپ وای‌تی ۳۴-پی-۶ ساخت پرت اند ویتنی

## گونه‌ها
وای سی-۱۲۴
نمونهٔ نخستین بازسازی شده از روی سی-۷۴ با بدنه‌ای نو که نیروی رانش آن توسط چهار موتور آر-۴۳۶۰–۳۹، ۳٬۵۰۰ اسب بخاری برآورده می‌شد، این نمونه پس از آن با موتورهای تازه به نام وای‌سی-۱۲۴اِی نام‌گذاری شد.

وای سی-۱۲۴ اِی
نمونه‌ای از وای‌سی-۱۲۴ که چهار موتور آر-۴۳۶۰–۳۵اِی ۳٬۸۰۰ اسب بخاری روی آن جاداده شد.

سی-۱۲۴ اِی
داگلاس نمونهٔ ۱۱۲۹اِی، نمونهٔ ساخته شده با چهار موتور آر-۴۳۶۰–۲۰ دبلیو اِی هرکدام با نیروی ۳٬۵۰۰ اسب بخار. ۲۰۴ فروند از آن ساخته شد، این نمونه پس از آن با راداری در دماغه و گرم‌کننده‌های سوختی در سطح نوک بال‌ها بیشتر بهبود یافت.
وای سی-۱۲۴ بی
داگلاس نمونهٔ ۱۱۸۲ای که یک نمونه با موتور توربوپراپ هواپیمای سی-۱۲۴اِی بود، در آن چهار موتور توربوپراپ وای تی ۳۴-پی-۶ ساخت پرت اند ویتنی جاداده شده بود. در اصل به عنوان یک تانکر پیشنهاد شده بود که در آزمایش‌های مأموریت هواپیمای توربوپراپ استفاده شد.
سی-۱۲۴ سی
داگلاس نمونهٔ ۱۳۱۷، مانند سی-۱۲۴اِی بود اما چهار موتور نمونهٔ آر-۴۳۶۰–۶۳ ۳٬۸۰۰ اسب بخاری، راداری در دماغه و گرم‌کننده سوختی نوک بال‌ها در آن جا داده شده بود و گنجایش سوختش هم افزایش پیدا کرده بود. ۲۴۳ فروند از این نمونه ساخته شد.

## نگارخانه

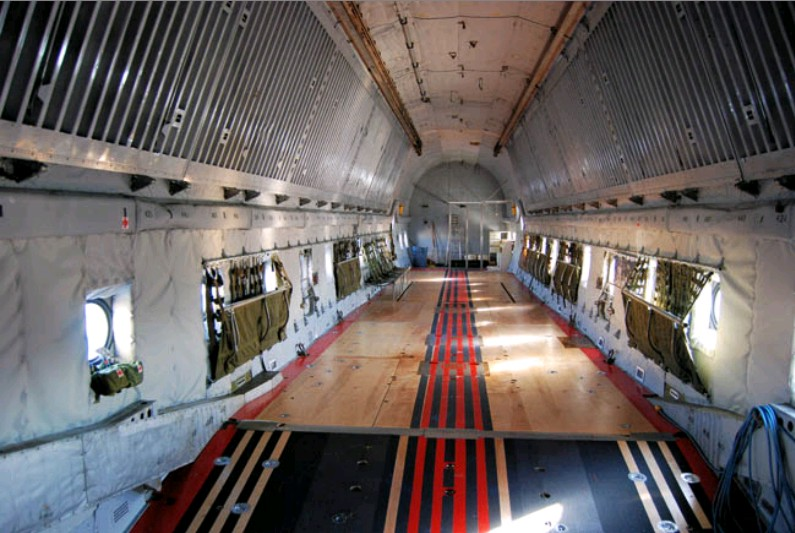